# Premi BAFTA 1999
La 52ª edizione dei British Academy Film Awards, conferiti dalla British Academy of Film and Television Arts alle migliori produzioni cinematografiche del 1998, ha avuto luogo l'11 aprile 1999.

## Vincitori e candidati

### Miglior film
- Shakespeare in Love, regia di John Madden
- Elizabeth, regia di Shekhar Kapur
- Salvate il soldato Ryan (Saving Private Ryan), regia di Steven Spielberg
- The Truman Show, regia di Peter Weir

### Miglior film britannico
- Elizabeth
- Hilary e Jackie, regia di Anand Tucker
- Little Voice - È nata una stella (Little Voice), regia di Mark Herman
- Lock & Stock - Pazzi scatenati (Lock, Stock and Two Smoking Barrels), regia di Guy Ritchie
- My Name Is Joe, regia di Ken Loach
- Sliding Doors, regia di Peter Howitt

### Miglior film non in lingua inglese
- Central do Brasil, regia di Walter Salles • Brasile/Francia
- Carne trémula (Carne trémula), regia di Pedro Almodóvar • Spagna
- Il cavaliere di Lagardère (Le bossu), regia di Philippe de Broca • Francia/Italia/Germania
- La vita è bella, regia di Roberto Benigni • Italia

### Miglior regista
- Peter Weir – The Truman Show
- Shekhar Kapur – Elizabeth
- John Madden – Shakespeare in Love
- Steven Spielberg – Salvate il soldato Ryan (Saving Private Ryan)

### Miglior attore protagonista
- Roberto Benigni – La vita è bella
- Michael Caine – Little Voice - È nata una stella (Little Voice)
- Joseph Fiennes – Shakespeare in Love
- Tom Hanks – Salvate il soldato Ryan (Saving Private Ryan)

### Miglior attrice protagonista
- Cate Blanchett – Elizabeth
- Jane Horrocks – Little Voice - È nata una stella (Little Voice)
- Gwyneth Paltrow – Shakespeare in Love
- Emily Watson – Hilary and Jackie

### Miglior attore non protagonista
- Geoffrey Rush – Elizabeth
- Ed Harris – The Truman Show
- Geoffrey Rush – Shakespeare in Love
- Tom Wilkinson – Shakespeare in Love

### Miglior attrice non protagonista
- Judi Dench – Shakespeare in Love
- Kathy Bates – I colori della vittoria (Primary Colors)
- Brenda Blethyn – Little Voice - È nata una stella (Little Voice)
- Lynn Redgrave – Demoni e dei (Gods and Monsters)

### Miglior sceneggiatura originale
- Andrew Niccol – The Truman Show
- Vincenzo Cerami, Roberto Benigni – La vita è bella
- Michael Hirst – Elizabeth
- Marc Norman, Tom Stoppard – Shakespeare in Love

### Miglior sceneggiatura non originale
- Elaine May – I colori della vittoria (Primary Colors)
- Frank Cottrell Boyce – Hilary and Jackie
- Hilary Henkin, David Mamet – Sesso & potere (Wag the Dog)
- Mark Herman – Little Voice - È nata una stella (Little Voice)

### Miglior fotografia
- Remi Adefarasin – Elizabeth
- Peter Biziou – The Truman Show
- Richard Greatrex – Shakespeare in Love
- Janusz Kaminski – Salvate il soldato Ryan (Saving Private Ryan)

### Miglior scenografia
- Dennis Gassner – The Truman Show
- Martin Childs – Shakespeare in Love
- John Myhre – Elizabeth
- Tom Sanders – Salvate il soldato Ryan (Saving Private Ryan)

### Migliori musiche
- David Hirschfelder – Elizabeth
- Barrington Pheloung – Hillary and Jackie
- Stephen Warbeck – Shakespeare in Love
- John Williams – Salvate il soldato Ryan (Saving Private Ryan)

### Miglior montaggio
- David Gamble – Shakespeare in Love
- Jill Bilcock – Elizabeth
- Niven Howie – Lock & Stock - Pazzi scatenati (Lock, Stock and Two Smoking Barrels)
- Michael Kahn – Salvate il soldato Ryan (Saving Private Ryan)

### Migliori costumi
- Sandy Powell – Velvet Goldmine
- Alexandra Byrne – Elizabeth
- Graciela Mazon – La maschera di Zorro (The Mask of Zorro)
- Sandy Powell – Shakespeare in Love

### Miglior trucco
- Elizabeth – Jenny Shircore
- Salvate il soldato Ryan (Saving Private Ryan) – Lois Burwell, Jeanette Freeman
- Shakespeare in Love – Lisa Westcott
- Velvet Goldmine – Peter King

### Miglior sonoro
- Salvate il soldato Ryan (Saving Private Ryan) – Gary Rydstrom, Ronald Judkins, Gary Summers, Andy Nelson, Richard Hymns
- Hilary and Jackie – Nigel Heath, Julian Slater, David Crozier, Ray Merrin, Graham Daniel
- Little Voice - È nata una stella (Little Voice) – Peter Lindsay, Rodney Glenn, Ray Merrin, Graham Daniel
- Shakespeare in Love – Peter Glossop, John Downer, Robin O'Donoghue, Dominic Lester

### Migliori effetti speciali visivi
- Salvate il soldato Ryan (Saving Private Ryan) – Stefen Fangmeier, Roger Guyett, Neil Corbould
- Babe va in città (Babe: Pig in the City) – Bill Westenhofer, Neal Scanlan, Chris Godfrey, Grahame Andrew
- The Truman Show – Michael J. McAlister, Brad Kuehn, Craig Barron, Peter Chesney
- Z la formica (Antz) – Ken Bielenberg, Philippe Gluckman, John Bell, Kendal Cronkhite

### Miglior cortometraggio
- Home, regia di Morag McKinnon
- Anthrakitis, regia di Sara Sugarman
- Eight, regia di Stephen Daldry
- In Memory of Dorothy Bennett, regia di Martin Radich

### Miglior cortometraggio d'animazione
- The Canterbury Tales, di registi vari
- 1001 Nights, regia di Mike Smith
- Gogwana, regia di Sion Jones, Michael Mort, Joe Turner
- Humdrum, regia di Peter Peake

### Miglior esordio britannico da regista, sceneggiatore o produttore
- Richard Kwietniowski (regista) – Amore e morte a Long Island (Love and Death on Long Island)
- Sandra Goldbacher (regista) – La governante (The Governess)
- Shane Meadows (regista) – Ventiquattrosette (Twentyfourseven)
- Matthew Vaughn (produttore) – Lock & Stock - Pazzi scatenati (Lock, Stock and Two Smoking Barrels)

### Orange Film of the Year
- Lock & Stock - Pazzi scatenati (Lock, Stock and Two Smoking Barrels)